# Top wszech czasów
Top Wszech Czasów – lista najlepszych piosenek wszech czasów, wybieranych przez słuchaczy Programu Trzeciego Polskiego Radia. Audycja radiowa emitowana 26 grudnia 1983 roku oraz corocznie od 17 grudnia 1994 do 1 stycznia 2020 roku. Od 1 stycznia 2021 roku Top Wszech Czasów nadawany jest w Radiu 357. W latach 2007–2009 pomysłodawca audycji Marek Niedźwiecki, prowadził program w identycznym formacie w Radiu Złote Przeboje.
Wyniki w latach 1994–2005 prezentowane były na antenie rozgłośni w dniach 9–17 grudnia, w 2006 roku w dniach 30–31 grudnia, w 2007 roku w dniach 31 grudnia–1 stycznia, w latach 2008–2010 w dniach 31 grudnia, 1 oraz 2 stycznia, a w latach 2011–2020 audycje zostały wyemitowane 1 stycznia i trwały one odpowiednio: w 2011 roku 3 godziny (16.00–19.00), w 2012 roku 11 godzin (9.00–20.00), a w latach 2013–2015 i 2017–2018 i 2020 12 godzin (9.00–21.00). W 2019 roku top skończył się o godzinie 21:17. W 2016 roku audycja trwała 13 godzin (9.00–22.00). Od kilku lat prowadzącymi są Piotr Metz, Piotr Baron i Piotr Stelmach tworzący tzw. „Radio Piotrków”, a także Marek Niedźwiecki, pierwszy prowadzący Top, który ponownie prowadzi od 2012 roku. W 2015 roku topu nie poprowadził Piotr Baron. Każdy słuchacz może oddać 10–100 głosów (liczba ta zmienia się w różnych latach). Co roku do zestawu do głosowania dodawane i usuwane są różne utwory, zdarzają się też przypadki, że niektóre utwory dodane do zestawu do głosowania zostały przywrócone, ponieważ już wcześniej zostały z niego usunięte. Przy aktualizacji zestawu do głosowania brane są pod uwagę propozycje słuchaczy, a od 2014 roku również dyskusja prowadzona na forum.lp3.pl. W latach 2001–2006 niektóre miejsca 51-100 były pozycjami podwójnymi, a także zdarzały się przypadki pozycji potrójnych.  
W 26. Topie można było zagłosować na 1647 piosenek. Do dyspozycji jest 100 głosów. Zazwyczaj ujawnianych jest od 100 do 500 pierwszych pozycji bez różnic punktowych. Na stronach LPMN.pl i lp3.pl przedstawiane są pełne wyniki topu, począwszy od jego zerowego notowania z 1983 roku. W 2019 roku można także wysłać 11 propozycji e-mailem. 22 grudnia 2018 roku w godzinach 10:05–11:00 wyemitowano audycję specjalną Piotra Stelmacha o nazwie "Top Wszech Czasów – Rozgrzewka", 31 grudnia w godzinach 14:05-16:00 Piotr Metz prowadził specjalną audycję pod nazwą "Reminescencje Topu Wszech Czasów". 1 stycznia 2019 roku w godzinach 7:05–9:00 Piotr Łodej prowadził audycję "Rozbiegówka Topu Wszech Czasów". W 2020 roku Top Wszech Czasów tak naprawdę będzie trwał 17 godzin ponieważ dodatkowo zostaną wyemitowane "Rozbiegówka Topu Wszech Czasów" w godzinach od 7:05 do 9:00, a także w godzinach 21:05–24:00 audycja "Top Wszech Czasów – post scriptum". 
Od 2008 roku w okolicach 1–3 maja emitowany jest odpowiednik tej audycji pt. „Polski Top Wszech Czasów” z tym, że prowadzącymi są tam Piotr Metz, Piotr Stelmach i Piotr Baron. W 2012 i 2015 roku Piotra Metza zastąpił Tomasz Żąda. Od 2016 roku program prowadzi także Marek Niedźwiecki. Od notowania nr 15 z 2008 roku są podane pozycje wszystkich utworów jakie były w zestawie, szczegółowe wyniki można zobaczyć na stronie LPMN.pl, można też zobaczyć tam statystyki każdego utworu z poprzednich lat. W 2016 roku zestaw na top nie uległ zmianie. Początkowo grano tylko 50 utworów i program prowadził tylko Marek Niedźwiecki, co więcej wiele utworów było granych we fragmentach, a program trwał do 6 godzin, zazwyczaj był emitowany w soboty przeważnie w godzinach od 10:00 do 16:00. Wyniki 25. notowania Topu Wszech Czasów dostępne są tylko na stronach: forumlp3.pl oraz w zakładce "Ostatni Top Wszech Czasów" dostępnej na stronie lp3.polskieradio.pl. W 2021 roku Radio 357 wyemitowało Zerowy Top, który był tak naprawdę redakcyjnym. Od tego czasu nie ma już polskich piosenek w tym topie.

## Historia audycji
Pomysłodawcą Topu Wszech Czasów był Marek Niedźwiecki, który zainspirowany sukcesami „Listy Przebojów Programu III” wpadł na pomysł stworzenia listy piosenek wszech czasów. Pierwsze notowanie odbyło się w 1994 r. i wygrała je piosenka „Stairway to Heaven” brytyjskiej grupy Led Zeppelin. W kolejnych latach pierwsze miejsce uzyskiwały także utwory: „Bohemian Rhapsody” Queen, „Brothers In Arms” Dire Straits, „Another Brick in the Wall” Pink Floyd oraz „With or Without You” U2. Przez podium przewijali się tacy wykonawcy jak: Led Zeppelin, U2, Pink Floyd, Queen, Dire Straits, Perfect, Deep Purple, TSA oraz John Lennon. W 2009 r. poszerzono listę utworów, na które można oddawać głosy. Zaowocowało to dużymi zmianami w rankingu w porównaniu do wcześniejszych edycji (dotyczy to szczególnie zespołów i wykonawców z końca alfabetu).
Początki Topu Wszech Czasów sięgają 1983 roku. W tamtym roku (dokładnie 26 grudnia) wyemitowano zerowy top, który wygrała piosenka „Stairway to Heaven” grupy Led Zeppelin. Pomysł Topu Wszech Czasów wziął się z Holandii, gdzie audycja emitowana jest od 1972 roku, miało to związek z redakcyjną koleżanką Marka Niedźwieckiego Aliną Dragan, z którą nawiązywał kontakt telefoniczny także w liście przebojów Trójki. W Holandii oryginalna wersja topu nosi nazwę Top 100 Allertijden (obecnie Top 1000 Allertijden) i jest emitowana od 1972 roku, na tej liście dany wykonawca może mieć tylko jedną piosenkę i jest emitowana w Wielki Piątek, ponadto w tym samym kraju w radiu NPO nadawany jest także "Top 2000", wszystkie jego utwory są grane w ciągu tygodnia bez przerwy, a jego wyniki można zobaczyć na stronie internetowej nporadio2.nl. Ta audycja istnieje od 1999 roku i jest emitowana od Nocy Wigilijnej do końca danego roku kalendarzowego, od 2020 roku dłuższe utwory grane są w pełnych wersjach albumowych, a nie radiowych jak było wcześniej, stąd obowiązuje emisja całodobowa przez 7 dni. Emisja zawsze odbywa się pod koniec grudnia, w każdym dniu jest dwunastka prowadzących zmieniających się co 2 godziny, zazwyczaj pojawiają się o stałej porze w danej edycji zestawienia. Wyniki każdego "Topu 2000" pojawiają się ok. 15 grudnia, a podczas emisji każdej edycji można zobaczyć jakie utwory grane są w czasie rzeczywistym. Audycja nadawana była na przestrzeni lat na antenie różnych programów stacji NPO, od dłuższego czasu jest to NPO Radio 2.
Obecnie liderem podsumowań wszystkich dotychczasowych topów polskiej edycji jest "Stairway to Heaven" grupy Led Zeppelin, który wygrywał 7–krotnie i top Zerowy z 1983 roku. Rekord wygranych i 2. miejsc należy do "Brothers in Arms" grupy Dire Straits. 11 razy 1. miejsce, 13 razy na miejscu 2.

## Krytyka audycji i formatu
Lista Topu Wszech Czasów, określana jako lista 100. najlepszych piosenek w historii muzyki, krytykowana jest przez słuchaczy. Dobór piosenek ogranicza się niemal w całości do jednego gatunku muzycznego, a nurt muzyki pop reprezentowany był jedynie w pierwszych edycjach. Pominięcie piosenek powstałych w ostatnich dziesięcioleciach doprowadziło do nadreprezentacji piosenek z lat 70. XX wieku. Poszczególne edycje topu budzą kontrowersje ze względu na podejrzenia o manipulacje w głosowaniach lub organizowanie się grup fanów (antyfanów), by głosować na określonego artystę. Przykładem jest 2009 rok, gdzie piosenki U2 zdominowały zestawienie, po czym w następnych latach wypadły z pierwszej setki. Podobnie zestawienie 26. Topu obfitowało w zaskoczenia, rozczarowania i podejrzenia o manipulacje, gdzie mało znane utwory awansowały o kilkaset pozycji, a w poprzednich latach zajmowały dalekie miejsca. Kolejnym zarzutem względem audycji jest jej monotonność i przewidywalność. Te same piosenki, co roku zmieniają jedynie miejsca.

## Podium Topu Wszech czasów (od 2021 roku Topu Radia 357)
| Rok  | 1. miejsce                                         | 2. miejsce                               | 3. miejsce                                         | Najwyżej notowany polski utwór                |
| ---- | -------------------------------------------------- | ---------------------------------------- | -------------------------------------------------- | --------------------------------------------- |
| 1983 | Led Zeppelin – „Stairway to Heaven”                | Deep Purple – „Child in Time”            | Led Zeppelin – „Whole Lotta Love”                  | 10. Perfect – „Autobiografia”                 |
| 1994 | Led Zeppelin – „Stairway to Heaven”                | Dire Straits – „Brothers in Arms”        | Perfect – „Autobiografia”                          | 3. Perfect – „Autobiografia”                  |
| 1995 | Led Zeppelin – „Stairway to Heaven”                | Dire Straits – „Brothers in Arms”        | Queen – „The Show Must Go On”                      | 4. Perfect – „Autobiografia”                  |
| 1996 | Dire Straits – „Brothers in Arms”                  | Led Zeppelin – „Stairway to Heaven”      | Perfect – „Autobiografia”                          | 3. Perfect – „Autobiografia”                  |
| 1997 | Led Zeppelin – „Stairway to Heaven”                | Dire Straits – „Brothers in Arms”        | U2 – „One”                                         | 4. Perfect – „Autobiografia”                  |
| 1998 | Led Zeppelin – „Stairway to Heaven”                | Dire Straits – „Brothers in Arms”        | Queen – „Bohemian Rhapsody”                        | 4. Perfect – „Autobiografia”                  |
| 1999 | Queen – „Bohemian Rhapsody”                        | Dire Straits – „Brothers in Arms”        | Led Zeppelin – „Stairway to Heaven”                | 6. Perfect – „Autobiografia”                  |
| 2000 | Queen – „Bohemian Rhapsody”                        | Dire Straits – „Brothers in Arms”        | Led Zeppelin – „Stairway to Heaven”                | 9. Perfect – „Autobiografia”                  |
| 2001 | Dire Straits – „Brothers in Arms”                  | Led Zeppelin – „Stairway to Heaven”      | Pink Floyd – „Another Brick in the Wall (Part II)” | 8. Perfect – „Autobiografia”                  |
| 2002 | Dire Straits – „Brothers in Arms”                  | Led Zeppelin – „Stairway to Heaven”      | Pink Floyd – „Another Brick in the Wall (Part II)” | 12. Perfect – „Autobiografia”                 |
| 2003 | Dire Straits – „Brothers in Arms”                  | Led Zeppelin – „Stairway to Heaven”      | Pink Floyd – „Another Brick in the Wall (Part II)” | 8. Kult – „Arahja”                            |
| 2004 | Dire Straits – „Brothers in Arms”                  | Led Zeppelin – „Stairway to Heaven”      | Pink Floyd – „Another Brick in the Wall (Part II)” | 8. Kult – „Arahja”                            |
| 2005 | Pink Floyd – „Another Brick in the Wall (Part II)” | Dire Straits – „Brothers in Arms”        | Led Zeppelin – „Stairway to Heaven”                | 8. Kult – „Arahja”                            |
| 2006 | Pink Floyd – „Another Brick in the Wall (Part II)” | Dire Straits – „Brothers in Arms”        | Led Zeppelin – „Stairway to Heaven”                | 11. Marek Grechuta – „Dni, których nie znamy” |
| 2007 | Led Zeppelin – „Stairway to Heaven”                | Dire Straits – „Brothers in Arms”        | Pink Floyd – „Another Brick in the Wall (Part II)” | 10. Perfect – „Autobiografia”                 |
| 2008 | Led Zeppelin – „Stairway to Heaven”                | Dire Straits – „Brothers in Arms”        | Deep Purple – „Child in Time”                      | 9. Czesław Niemen – „Dziwny jest ten świat”   |
| 2009 | U2 – „With or Without You”                         | U2 – „One”                               | TSA – „51”                                         | 3. TSA – „51”                                 |
| 2010 | Dire Straits – „Brothers in Arms”                  | Led Zeppelin – „Stairway to Heaven”      | John Lennon – „Imagine”                            | 13. Czesław Niemen – „Dziwny jest ten świat”  |
| 2011 | Led Zeppelin – „Stairway to Heaven”                | Dire Straits – „Brothers in Arms”        | Pink Floyd – „Wish You Were Here”                  | 12. Czesław Niemen – „Dziwny jest ten świat”  |
| 2012 | Dire Straits – „Brothers in Arms”                  | Led Zeppelin – „Stairway to Heaven”      | Pink Floyd – „Wish You Were Here”                  | 13. Czesław Niemen – „Dziwny jest ten świat”  |
| 2013 | Dire Straits – „Brothers in Arms”                  | Led Zeppelin – „Stairway to Heaven”      | Archive – „Again”                                  | 11. Czesław Niemen – „Dziwny jest ten świat”  |
| 2014 | Dire Straits – „Brothers in Arms”                  | Led Zeppelin – „Stairway to Heaven”      | Archive – „Again”                                  | 13. Czesław Niemen – „Dziwny jest ten świat”  |
| 2015 | Dire Straits – „Brothers in Arms”                  | Led Zeppelin – „Stairway to Heaven”      | Queen – „Bohemian Rhapsody”                        | 14. Czesław Niemen – „Dziwny jest ten świat”  |
| 2016 | Queen – „Bohemian Rhapsody”                        | Dire Straits – „Brothers in Arms”        | Led Zeppelin – „Stairway to Heaven”                | 14. Obywatel G.C. – „Nie pytaj o Polskę”      |
| 2017 | Dire Straits – „Brothers in Arms”                  | Queen – „Bohemian Rhapsody”              | Led Zeppelin – „Stairway to Heaven”                | 15. Obywatel G.C. – „Nie pytaj o Polskę”      |
| 2018 | Queen – „Bohemian Rhapsody”                        | Dire Straits – „Brothers in Arms”        | Led Zeppelin – „Stairway to Heaven”                | 11. Obywatel G.C. – „Nie pytaj o Polskę”      |
| 2019 | Queen – „Bohemian Rhapsody”                        | Deep Purple – „Child in Time”            | The Doors – „Riders on the Storm”                  | 13. Czesław Niemen – „Dziwny jest ten świat”  |
| 2021 | Queen – „Bohemian Rhapsody”                        | Dire Straits – „Brothers in Arms”        | Led Zeppelin – „Stairway to Heaven”                | brak polskich utworów w zestawieniu           |
| 2022 | Queen – „Bohemian Rhapsody”                        | Dire Straits – „Brothers in Arms”        | The Doors – „Riders on the Storm”                  | brak polskich utworów w zestawieniu           |
| 2023 | Queen – „Bohemian Rhapsody”                        | Sinéad O’Connor – „Nothing Compares 2 U” | Dire Straits – „Brothers in Arms”                  | brak polskich utworów w zestawieniu           |
| 2024 | Queen – „Bohemian Rhapsody”                        | Sinéad O’Connor – „Nothing Compares 2 U” | Dire Straits – „Brothers in Arms”                  | brak polskich utworów w zestawieniu           |

## Podsumowanie głosowań ze wszystkich lat (łącznie z topem zerowym)

### Najwięcej zwycięstw
| Lp. | Zespół - Utwór                                     | Liczba zwycięstw                 |
| --- | -------------------------------------------------- | -------------------------------- |
| 1   | Dire Straits – „Brothers in Arms”                  | 11                               |
| 2   | Led Zeppelin – „Stairway to Heaven”                | 8 (w tym Zerowy Top z 1983 roku) |
| 2   | Queen – „Bohemian Rhapsody”                        | 8                                |
| 4   | Pink Floyd – „Another Brick in the Wall (Part II)” | 2                                |
| 5   | U2 – „With or Without You”                         | 1                                |

### Najwięcej razy na podium
| Lp. | Zespół - Utwór                                     | Liczba podium                     |
| --- | -------------------------------------------------- | --------------------------------- |
| 1   | Dire Straits – „Brothers in Arms”                  | 27                                |
| 2   | Led Zeppelin – „Stairway to Heaven”                | 26 (w tym Zerowy Top z 1983 roku) |
| 3   | Queen – „Bohemian Rhapsody”                        | 10                                |
| 4   | Pink Floyd – „Another Brick in the Wall (Part II)” | 7                                 |
| 5   | Deep Purple – „Child in Time”                      | 3 (w tym w Zerowym Topie)         |
| 6   | Perfect – „Autobiografia”                          | 2                                 |
| 7   | Pink Floyd – „Wish You Were Here”                  | 2                                 |
| 8   | U2 – „One”                                         | 2                                 |
| 9   | Archive – „Again”                                  | 2                                 |
| 10  | John Lennon – „Imagine”                            | 1                                 |
| 11  | Led Zeppelin – „Whole Lotta Love”                  | 1 (tylko w Zerowym Topie)         |
| 12  | Queen – „The Show Must Go On”                      | 1                                 |
| 13  | TSA – „51”                                         | 1                                 |
| 14  | U2 – „With or Without You”                         | 1                                 |
| 15  | The Doors – „Riders on the Storm”                  | 2                                 |

### Liczba utworów jednego zespołu na podium
Dwóm zespołom udało się wprowadzić więcej niż jeden utwór na podium tego samego Topu Wszech Czasów:
- Led Zeppelin – „Stairway to Heaven” i „Whole Lotta Love” w Topie Zerowym
- U2 – „One” i „With or Without You” w 16. Topie w 2009 roku.

Dwóm innym zespołom udało się wprowadzić więcej niż jeden utwór na podium w różnych edycjach Topu. Są to:
- Pink Floyd – „Another Brick in the Wall (Part II)” i „Wish You Were Here”
- Queen – „Bohemian Rhapsody” i „The Show Must Go On”